# Julien Bos
Julien Bos (* 18. August 1998 in Pessac) ist ein französischer Handballspieler. Der 1,88 m große Bos wird entweder als rechter Rückraumspieler oder als rechter Außenspieler eingesetzt.

## Karriere

### Verein
Julien Bos lernte das Handballspielen in Bruges außerhalb von Bordeaux. 2016 wechselte er in die Jugendakademie von Montpellier Handball. Für den französischen Rekordmeister kam er in den Spielzeiten 2016/17 und 2017/18 zu ersten Einsätzen in der ersten französischen Liga, der Starligue, und in der EHF Champions League. In der EHF Champions League 2017/18 stand er viermal in der Gruppenphase im Aufgebot und gewann mit Montpellier den Titel. Im Sommer 2018 unterschrieb er seinen ersten Profivertrag. Zu Beginn der Spielzeit 2018/19 gewann er mit der Mannschaft den Trophée des champions. In der Saison 2020/21 wurde er mit dem Team Zweiter in der Meisterschaft und in der Coupe de France. Zur Saison 2023/24 wechselte er zum HBC Nantes. Mit Nantes gewann er 2024 die Coupe de France. Ab der Saison 2026/27 wird er beim polnischen Erstligisten KS Kielce unter Vertrag stehen.

### Nationalmannschaft
Mit der französischen Jugend- bzw. Juniorennationalmannschaft gewann Bos mehrere Medaillen. Bei der U-18-Europameisterschaft 2016, der U-19-Weltmeisterschaft 2017 und der U-21-Weltmeisterschaft 2019 gewann die Auswahl Gold, bei der U-20-Europameisterschaft 2018 Silber.
In der französischen A-Nationalmannschaft debütierte Bos beim 26:31 gegen Dänemark am 6. November 2021 in Trondheim. Einen Tag darauf gewann er mit Frankreich gegen Norwegen mit 31:25. Bei der Weltmeisterschaft 2025, bei der Frankreich Bronze gewann, wurde er in allen neun Partien eingesetzt und warf 13 Tore.
Insgesamt bestritt er diese 15 Länderspiele, in denen er 24 Tore erzielte.